# Mars-Film
Mars-Film GmbH ist der Name mehrerer deutscher Filmproduktionsgesellschaften.

## Mars-Film GmbH (1916–1919)
Die älteste Mars-Film, die ihren Sitz in Berlin hatte und Spielfilme wie Weine Bajazzo (1916), Die Entdeckung Deutschlands (1916/17, Georg Jacoby, Richard O. Frankfurter) produzierte, ging 1919 in der neu gegründeten Ufa auf.

## Mars Film GmbH (1918–ca. 1925)
Eine weitere Mars Film hatte ihren Sitz in München. Sie produzierte Filme wie „…und Liebe wandelt sich in Hass“ (1918, Rudolf Schönecker), Opfer des Lasters (1919, Rudolf Schönecker), Der Fall der Gräfin Scerno (1920, Rudolf Schönecker) und Steinerne Herzen, Klingendes Gold (1920). 

## Mars Film GmbH (1935–1937)
Eine weitere kurzlebige Mars Film GmbH, die von Kurt Rupli gegründet wurde, hatte ihren Sitz in Berlin. Folgende Filme wurden hier produziert:
- Pole Poppenspäler (1935, Curt Oertel)
- Das Hemd des Glücks. Ein kurzweilig Spiel von Einem, der auszog, den glücklichen Menschen zu suchen (Kurzfilm, 1935/36, Kurt Rupli)
- Arena Humsti Bumsti (Kurzfilm, 1935, Kurt Rupli)
- Unter dem Pantoffel. Ein lustiges Abenteuer (Kurzfilm, 1936, Kurt Rupli)
- Die unheimliche Helene (Kurzfilm, 1936, Kurt Rupli)
- Die Wunderkur (1937, Kurt Rupli) (von der Zensur verboten)

## Mars-Film GmbH (1941–1945)
1941 wurde eine weitere Mars-Film GmbH gegründet, die bis zum Kriegsende Lehr- und Ausbildungsfilme für die Wehrmacht hergestellt hat, u. a. mit dem Flugpionier Julius Hatry als Regisseur und Produzent. Diese Mars-Film fing 1942 auch das Personal und die Produktionseinrichtungen anderer, zwangsweise aufgelöster Berliner Filmproduktionsfirmen auf.

## Mars-Film GmbH (1950er-Jahre)
In den 1950er-Jahren bestand in der BRD eine weitere Mars-Film GmbH, die deutsche Synchronfassungen ausländischer Filme produzierte, z. B. für Ringo (Stagecoach, USA 1938, deutsche Synchronfassung 1950), Sie tanzte nur einen Sommer (Hon dansade en Sommar, Schweden  1951, deutsche Synchronfassung 1952).